# Gitte Villesen
Gitte Villesen (født 1965 i Ansager, Danmark) er en dansk billedkunstner med en kunstnerisk praksis i videokunsten. Hun bor og arbejder i Berlin og København. Villesen er uddannet fra Litteratur på Københavns Universitet (1987-90), Det Fynske Kunstakademi i Odense (1991-92) og Det Kongelige Danske Kunstakademi i København (1992-1999).

Villesen fik sit internationale gennembrud allerede mens hun studerede på akademiet i København, og hun var en væsentlig figur på 1990'ernes danske kunstscene.
Gitte Villesen arbejder med video, installation og fotografi. Hun er især kendt for sine videoer, der bedst kan beskrives som en slags dialogbaserede portrætter, og hendes værker har siden midten af 1990'erne taget udgangspunkt i andre menneskers hverdagsliv. I videoerne har Gitte Villesen udviklet en særlig form for personlig dokumentarisme, hvor hun både filmer og samtaler på én gang. Kunstneren bag kameraet er altid tilstede i værkerne, selvom man aldrig ser hende - andet end i korte glimt.
I 1990erne fik 70'er feministernes slogan 'det personlige er politisk' fornyet aktualitet. Med det stærke fokus på den personlige historie som bærer af mere generelle erfaringer, var man i billedkunsten meget optaget af at fortælle. Mange kunstnere - med britiske Tracey Emin som et af de mest kendte eksempler - tog udgangspunkt i sig selv og oplevelser fra deres eget liv. 
Gitte Villesen derimod, valgte at lade andre mennesker komme til orde. Og gennem sin værkpraksis fortæller hun oversete historier; beretninger om ’almindelige’ mennesker eller mennesker, der har noget helt særligt at fortælle.
Kendetegnende for de tidlige værker er en optagethed af hverdagen og det nære – som det eksempelvis ses i Three Times Ludo fra 1995 - men fra slutningen af 1990'erne interesserer Villesen sig i stigende grad for personer og/eller steder med en særlig historie. Det gælder for eksempel Kathrine Makes Them and Bent Collects Them fra 1998, hvor vi møder den 79-årige Kathrine, som er helt fantastisk til at lave kniplinger og hendes ven Bent, der samler på dem.
Netop det med at lade personer uden for mediernes og offentlighedens søgelys fortælle deres historie på deres egen måde, kendetegner de fleste af Villesens værker. Hun er interesseret i grænserne for det normale, og hvordan normalitet konstrueres. Selvom Gitte Villesens videoer forholder sig til individuelle historier, bruges de altid til at diskutere normer og værdier i et mere generelt perspektiv. 
Bibliografi:

Gitte Villesen: The story is not all mine, Nor is it told by me alone. Works 1994-2009, Christoph Keller Editions, Berlin 2010. Med bidrag af bl.a. Jan Verwoert og Hanne Loreck.

Gitte Villesen: I Capture You: You Capture Me & Other Works (The Danish Pavilion - Artist), Pork Salat Press, 2005.

Kathrin Rhomberg: Secession: Gitte Villesen, 23. 6. - 8. 8., Secession, Wien, 1999.

Artikler og anmeldelser:

- 2005 Neue Review # 8, interview with the artist by Lotte Møller
- 2004 "What's the Difference?", Interview, Frieze issue 84, summer 2004
- 2003 "Echte Persönlichkeit?", Kunst-Bulletin 1/2, by Raimar Stange
- 2001 "DJ, interview with Harvard", Pleasure Prison 2001, Datanom, Copenhagen, Denmark
- 2000 Solo Catalogue, Secession, Wien, Austria
- 1999 "Make it Funky", crossover zwischen Musik, Pop, Avantgarde und Kunst, Oktagon, by Ulrike groos and Markus Müller
- 1998 "Addicted to stories", by Luise Bæhrenz, Katalog, fall 98, Odense
- Copenhagen Blender no. 3 p.p. 124-128, November 1998, by Karsten R.S. Ifversen.
- The Scream, Siksi Xll no. 1, p. 82, Spring 1997, by Karsten R.S. Ifversen
- 1997 Human Conditions, Siksi Xll no. 1, p.p. 83-84, Spring 1997, by Liutauras Psibilskis.
- 1996 Weekend Avisen, Week 46, 1996.
- Nudity and small talk, Index no. 1, p.p. 44-47, 1996, by Lars Bang Larsen.
- Tools for contacting the unknown...One-Two, Hello?, Siksi Xl no. 4, p.p. 78 -79, Winter 1996, by Karl Holmqvist.